# Buccellato

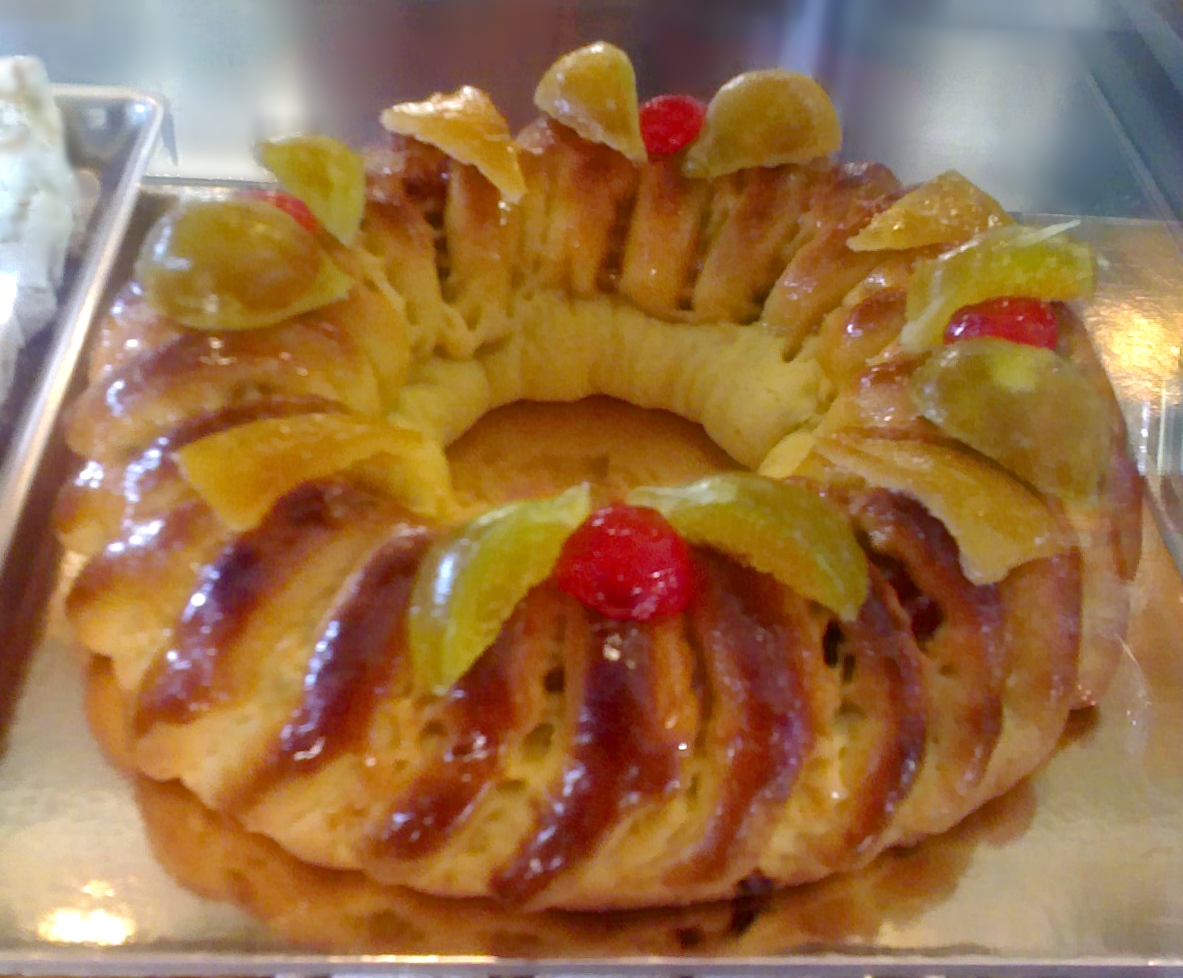
Un buccellato a la venta en una pastelería de Palermo.

El buccellato (del latín tardío bucellatum, ‘mordisqueado’) o cucciddatu es un pastel tradicional siciliano, extendido por toda la isla y consumido por Navidad.

## Características
Se trata de un pastel de pasta brisa, decorada y con diversas formas (a menudo, de ciambella o rosca). Se rellena con higos secos, pasas, almendra, cáscara de naranja y otros ingredientes que varían según la región donde se prepare. El relleno de almendra se hace con una mezcla de almendra pelada, zuccata (calabaza confitada) y chips de chocolate. El relleno de higo, más tradicional, se compone de una mezcla de higos secos, fruta escarchada y trocitos de chocolate. El buccellato casero se recubre solo con glaseado, mientras el de confitería está cubierto con azúcar glas o fruta confitada. Hecho al horno, el buccellato se conserva mucho tiempo y siempre está presente en las mesas de Navidad, consumiéndose toda la temporada de vacaciones.